# Gooise Meren
Gooise Meren is een Nederlandse gemeente in het zuidoosten van de provincie Noord-Holland, in de regio Gooi en Vechtstreek. Zij is ontstaan door de samenvoeging van drie buurgemeenten: Bussum, Naarden en Muiden. De gemeente is op 1 januari 2016 ingesteld en telde toen 56.687 inwoners. Op 22 november 2024 was het inwonertal gestegen tot 60.370. Gooise Meren is daarmee naar inwonertal de tweede gemeente van het Gooi, de twaalfde van Noord-Holland, en de 65ste van Nederland. Het gemeentehuis is gevestigd in de grootste kern, Bussum.

## Ligging

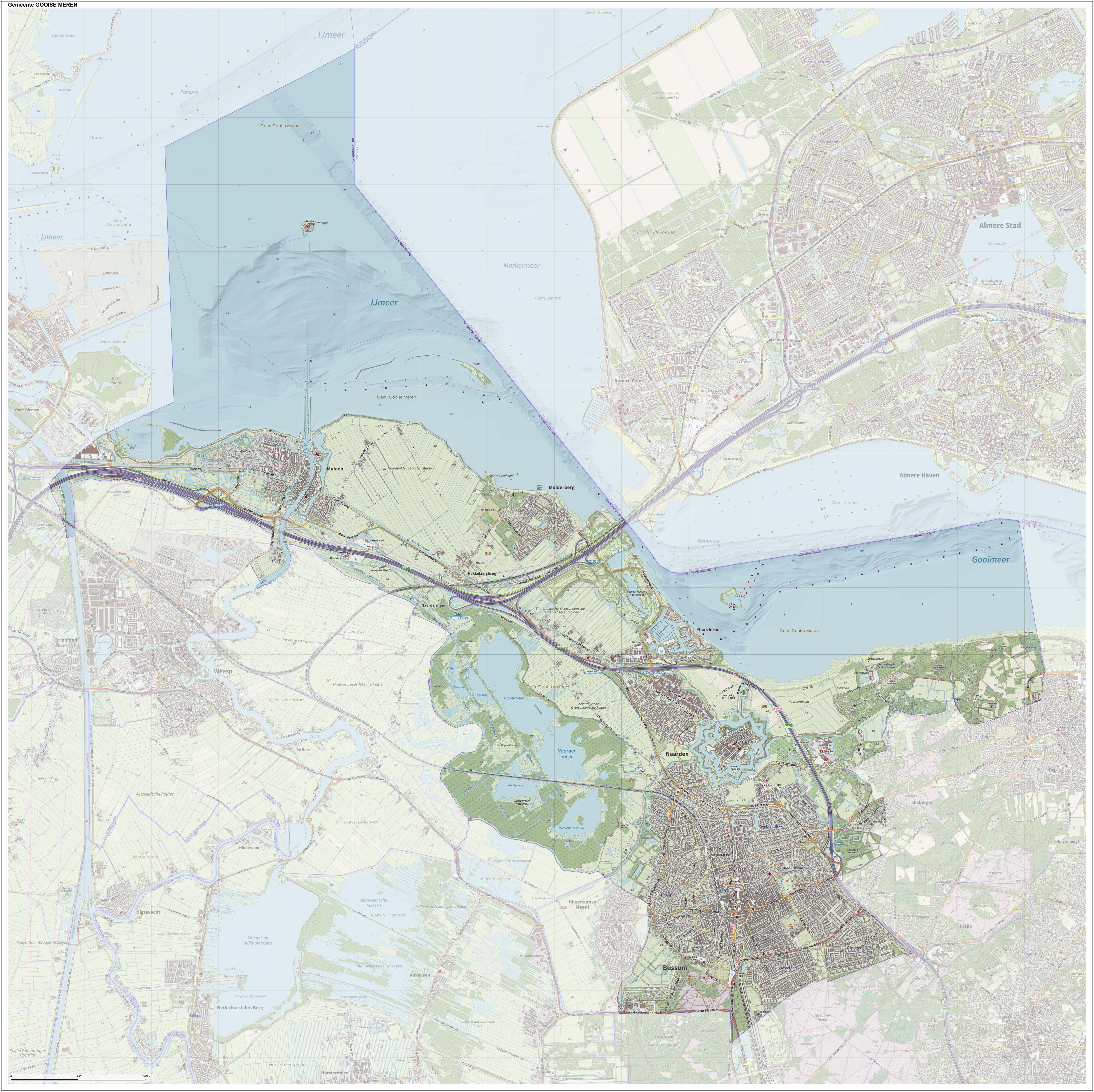
Topografische kaart gemeente Gooise Meren

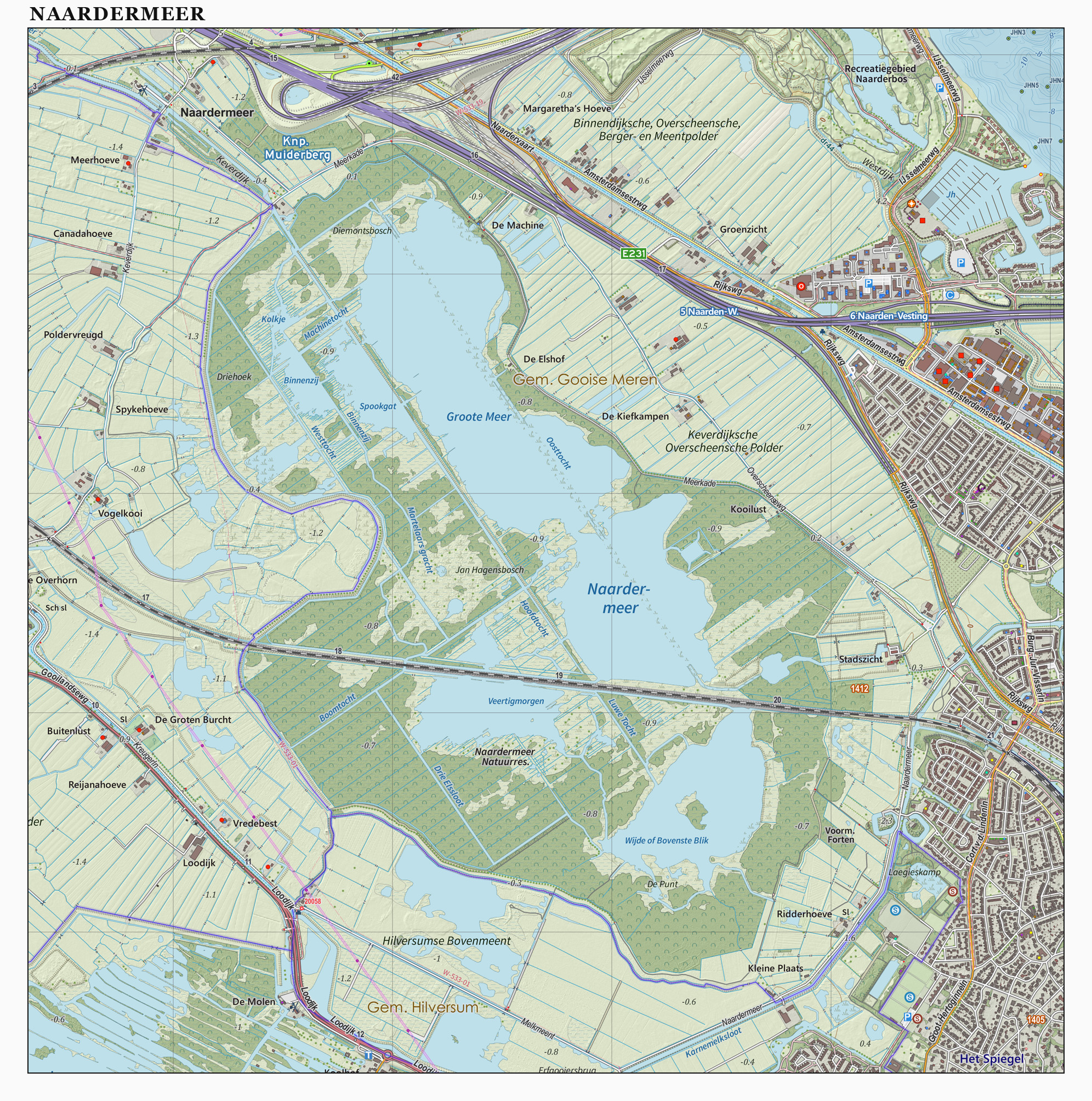
Natuurgebied Naardermeer ligt geheel in de gemeente Gooise Meren

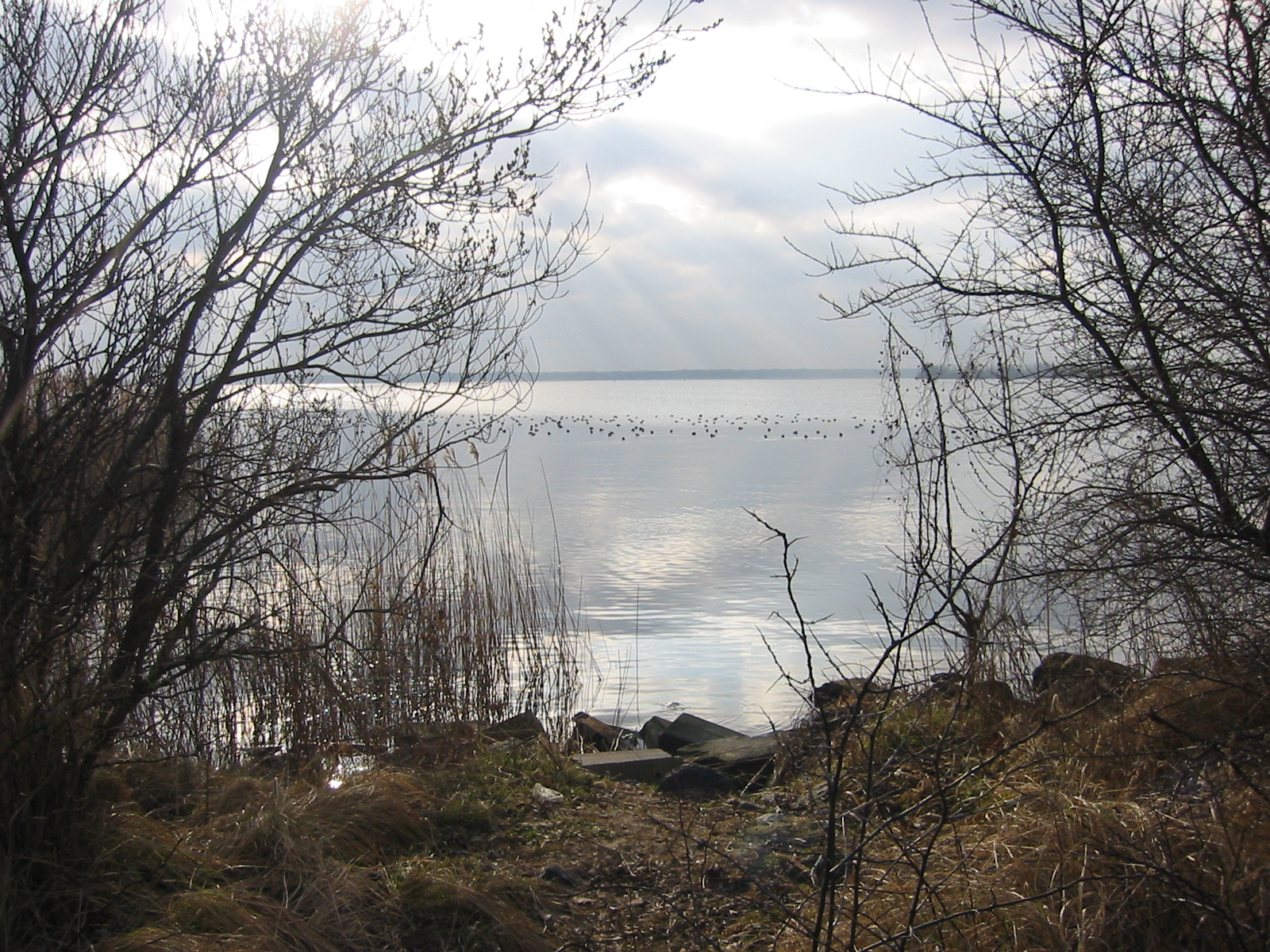
De gemeente Gooise Meren ligt aan het Gooimeer

Het grondgebied van de gemeente ligt grotendeels aan de kust van de vroegere Zuiderzee, waarmee Gooise Meren als woongemeente een gedeeltelijk nieuwe, gezamenlijke identiteit heeft gekregen. Het omvat vier kernen: twee historische vestingstadjes (Naarden en Muiden), en twee voormalige forensenplaatsen (Bussum en Muiderberg). Het geheel aaneengegroeide Naarden-Bussum vormt de stedelijke kern van de gemeente. De gemeente bezit een landschappelijk hybride karakter. Zij omvat aanzienlijke water-, bos- en groengebieden en maakt deel uit zowel van het Groene Hart (Muiden, Muiderberg, Naarden-Vesting) als van de Randstadring (de stedelijke kern Naarden-Bussum en Bussum). 
Strikt genomen is de gemeente maar gedeeltelijk Goois. De naam Gooise Meren verwijst niet naar de stedelijke kern, maar naar de gezamenlijke geografische ligging op de grens van de Vechtstreek en het Gooi. 

Gooise Meren grenst in het noorden zowel aan het IJmeer als aan het Gooimeer, beide zogenoemde randmeren, ontstaan bij de aanleg van de Flevopolder. De gemeente is daarmee zeer waterrijk, ongeveer de helft van haar oppervlak bestaat uit water. In het noorden en noordwesten grenst ze aan het zuidelijke en westelijke watergebied van de buurgemeente Almere. Aan de zuidkant valt een oppervlaktewater met drasland, het natuurmonument Naardermeer, geheel binnen haar grenzen. Daarentegen ligt de stedelijke kern (Bussum en Naarden) in het zuidoosten langs de verkeersweg A1 (Amsterdam-Amersfoort). Bussum en Muiderberg zijn gelegen op de hogere zandgronden van het Gooi. De genoemde wateren ('Gooise Meren') zijn dus niet echt kenmerkend voor het zwaartepunt van de gemeente, haar stedelijke en specifiek 'Gooise' deel.

Het grondgebied van de gemeente vervult een belangrijke logistieke functie binnen de randstedelijke infrastructuur. Een belangrijk deel van de A1 met aansluiting op Almere (via het knooppunt Muiderberg) ligt binnen haar grenzen en doorkruist haar. 
 Van groot historisch belang was hier de waterverbinding met Amsterdam via de Naarder- en Muidertrekvaart. Door de komst van de spoorbaan en een trambaan aan het eind van de 19e eeuw verloren deze trekvaarten hun status als transportroute.

### Buurgemeenten / aangrenzende buurtschappen
| Aangrenzende gemeenten        | Aangrenzende gemeenten | Aangrenzende gemeenten | Aangrenzende gemeenten | Aangrenzende gemeenten |
| ----------------------------- | ---------------------- | ---------------------- | ---------------------- | ---------------------- |
| Diemen                        |                        | Almere (Fl) (Gooimeer) |                        | Huizen                 |
|                               |                        |                        |                        |                        |
| Amsterdam (Weesp)             | Huizen                 |                        |                        |                        |
|                               |                        |                        |                        |                        |
| Hilversum (Hilversumse Meent) |                        | Hilversum              |                        | Huizen (Crailo)        |

## Wapen en vlag

Wapen van Gooise Meren

De procedure om tot een nieuw gemeentewapen te komen is in oktober 2016 in gang gezet. Tegelijk stelde het gemeentebestuur voor om de oude gemeentevlaggen te behouden. Naarden mag dus zijn bestaande Naarder vlag blijven voeren, Bussum de Bussumse vlag en Muiden de Muidense. Daarvoor werd gekozen opdat de kernen een symbool voor eigen identiteit zouden behouden. De oude gemeentewapens kunnen als 'dorpswapens' ook nog gewoon terugkeren.

## Bestuur

### Gemeenteraad
De verkiezing voor de gemeenteraad met mandaat voor de eerste twee jaar heeft plaatsgevonden op 18 november 2015. De opkomst was 41%, bij in totaal 17.611 stemmen. De VVD was tot de fusie met Gooise Meren in Bussum en Naarden jarenlang de grootste partij. In de jaren na de fusie haalde de VVD steeds minder stemmen ten gunste van de lokale partijen. Ook andere politieke partijen zoals de CDA en PvdA werden in hun zetelaantal kleiner, met een halvering in zetelaantal zelfs tot gevolg.
| Gemeenteraad                                    | Gemeenteraad | Gemeenteraad | Gemeenteraad | Gemeenteraad |
| Partij                                          | 2015         | 2018         | 2022         |              |
| ----------------------------------------------- | ------------ | ------------ | ------------ | ------------ |
| Goois Democratisch Platform (GDP)               | -            | 4            | 7(*)         |              |
| VVD                                             | 8            | 7            | 6            |              |
| D66                                             | 5            | 4            | 6            |              |
| Hart voor Bussum Naarden Muiden (Hart voor BNM) | 2            | 4            | 4(*)         |              |
| GroenLinks                                      | 3            | 3            | 3            |              |
| PvdA                                            | 4            | 3            | 2            |              |
| CDA                                             | 5            | 3            | 2            |              |
| Partij voor Leefomgeving En Klimaat             | -            | -            | 1            |              |
| 50PLUS                                          | 2            | 2            | -            |              |
| ChristenUnie                                    | -            | 1            | -            |              |
| Gooise Ouderen Partij                           | 2            | -            | -            |              |
| Totaal                                          | 31           | 31           | 31           |              |
| Opkomst                                         | 41,01%       |              |              |              |

(*) Goois Democratisch Platform en Hart voor Bussum-Naarden-Muiden fuseerden na de verkiezingen tot 'Wij Gooise Meren' en vormen nu één fractie in de gemeenteraad.

### Burgemeester
Nadat Albertine van Vliet-Kuiper vanaf december 2015 waarnemend burgemeester van Gooise Meren was geweest, werd per 18 januari 2017 als de nieuwe burgemeester van de gemeente benoemd Han ter Heegde, voordien burgemeester van Heerhugowaard.

## Voorgeschiedenis
Al vele decennia lang is en wordt er discussie gevoerd over mogelijke en wenselijke vormen van gemeentelijke herindeling binnen Het Gooi. De geheel aaneengegroeide plaatsen Naarden en Bussum vormden daartoe een van de duidelijkste aanleidingen. Sinds 2005 werd er gesproken over een fusie tussen deze twee voormalige Gooise buurgemeenten en twee aangrenzende uit de Vechtstreek, waarin oorspronkelijk ook Weesp (buurgemeente van Muiden, met haar op dat moment ruim 18.000 inwoners nog iets groter dan Naarden) betrokken zou worden. In mei 2012 verwierp de Tweede Kamer het voorstel tot samengaan van dit viertal. De provincie kwam anderhalf jaar later met een aangepast, minder vergaand plan. Weesp zou buiten de beoogde fusie blijven en voorlopig zelfstandig voortgaan. Daarnaast zou Weesp bij de totstandkoming van Gooise Meren via grenscorrectie de Bloemendalerpolder toegewezen krijgen, een bouwlocatie die voor het grootste deel binnen de gemeente Muiden lag.
In november 2013 startten Gedeputeerde Staten van Noord-Holland een procedure voor de samenvoeging van Bussum, Muiden en Naarden. De Ministerraad stemde in september 2014 in met de samenvoeging van de drie betrokken gemeenten. Het bijbehorende voorstel werd op 7 april 2015 met brede steun aangenomen door de Tweede Kamer. Op 26 mei 2015 stemde de Eerste Kamer ook in met het wetsvoorstel.

## Naamgeving
Met de keuze (in oktober 2014) voor de naam 'Gooise Meren' volgden de raden van de drie deelnemende gemeenten het advies van een commissie die hiertoe door de raden speciaal was ingesteld. Per gemeente hadden drie inwoners in deze commissie zitting, allen gekozen op basis van betrokkenheid bij die specifieke gemeente. Uit 389 door inwoners ingediende namen selecteerde de commissie er drie waaruit de raden konden kiezen, in volgorde van haar voorkeur: 1. Gooise Meren, 2. Naardingerland, 3. Naarden-Bussum.

### Bezwaren
Het voorstel van de commissie riep veel weerstand op. De grootste gemeente, Bussum, liet weten voor de naam 'Naarden-Bussum' te zijn, een reeds ingeburgerd begrip. In Naarden voelde men veel voor 'Naardingerland', verwijzend naar de historische benaming Naerdincklant. Alleen in de kleinste gemeente, Muiden, omarmde men het voorstel 'Gooise Meren', omdat de inwoners daarvan zich bij de andere twee namen buitengesloten voelden. Veel inwoners van de drie gemeenten achtten de aanduiding 'Gooise Meren' echter niet realistisch en weinig doeltreffend; vooral in het nagenoeg geheel waterloze Bussum herkende men zich daarin in het geheel niet. Ook ligt Muiden niet in Het Gooi of aan het Gooimeer, maar aan het IJmeer. Bovendien kent het Gooi maar één echt meer, namelijk het Naardermeer, dus de meervoudsvorm 'Gooise Meren' wekt een verkeerde verwachting en is geografisch niet correct. De enkelvoudige naam 'Naardermeer' zou dan passender zijn, maar deze was in een eerder stadium geopperd in het kader van de vierledige fusie met Weesp er nog bij. Dat eerder verworpen fusievoorstel zou nog een gemeente opgeleverd hebben met het Naardermeer als topografisch midden, waarvoor de naam althans geografisch toepasselijk was. Voor de drieledige fusiegemeente zonder Weesp gold dat al minder of niet, en  de naam 'Gooise Meren' kon daarvoor nog minder staande worden gehouden. Reacties in de plaatselijke media en enige enquêtes onder het publiek maakten duidelijk dat er onder de burgerij van Naarden en Bussum weinig draagvlak voor 'Gooise Meren' bestond. Na veel interne en externe discussie kozen de 53 raadsleden van de drie gemeenten uiteindelijk voor deze naam, omdat dit de meest neutrale naam zou zijn. Als de raadsleden het niet eens waren geworden zou de keuze op de naam "Bussum" zijn gevallen, omdat dat de grootste gemeente is.
Kritische kanttekeningen bij de aldus gekozen naam werden geplaatst door de emeritus hoogleraar cartografie Ferjan Ormeling, voorzitter van de Adviescommissie Aardrijkskundige Namen in Nederland (AaniN). Naamkundige dr. Karel Gildemacher, lid van dezelfde adviescommissie, gaf in een radioprogramma te kennen, dat volgens deze commissie een naam als 'Gooise Meren' meer een waternaam is en dat zij als naam voor de nieuwe gemeente de minst geschikte was van de drie.

## Topografische kenmerken
De gemeente is grotendeels gelegen in de regio Het Gooi. Bussum en Naarden zijn daarin al sinds ongeveer 1940 geheel aaneen gebouwd en vormen samen een stedelijke kern Naarden-Bussum (50.000 inwoners). Met een oppervlakte van slechts 8 km² was Bussum ruimtelijk de kleinste, maar tevens de dichtst bevolkte gemeente van het Gooi; na Hilversum en Huizen had zij de meeste inwoners. Groei was binnen deze grenzen niet mogelijk. De gemeente Muiden (6.000 inwoners) maakte op zichzelf geen deel uit van het Gooi, maar van de noordelijke Vechtstreek, meer precies waar de rivier de Vecht (Utrecht) in het IJmeer stroomt. Het brinkdorp Muiderberg, een losse, meer naar Naarden toe gelegen kern binnen de gemeente Muiden, vormt in de gemeente de vierde onderscheiden woonkern. De vier kernen behouden hun naam.
De gemeente heeft een oppervlakte van 73,54 km², waarvan bijna 46% (33,57 km²) water (voornamelijk delen van het IJmeer en het Gooimeer, alsmede het gehele Naardermeer). Er liggen ook een aantal naamdragende eilandjes binnen deze wateren: de eilanden Pampus en Hooft, met daarbij gelegen twee kleinere eilandjes Warenar en De Drost in het IJmeer bij Muiden, en het eilandje de Schelp in het Gooimeer bij het Naarderbos. De keuze van de naam Gooise Meren is mede door dit gegeven gemotiveerd, al is die volgens deskundigen topografisch niet erg nauwkeurig en naamkundig minder adequaat. Op dit punt zijn de onderlinge verschillen tussen de voormalige gemeenten bovendien groot: van Muiden bestond de oppervlakte voor 60% uit water, van Bussum was dat vrijwel 0%. Het gedeelte van het IJmeer dat onder de gemeente valt is groter dan dat van het Gooimeer. De gemeente is nu eenzijdig naar deze natte zones vernoemd, en niet naar de al vele eeuwen oude bebouwde kernen, waarvan onder meer twee bekende en karakteristieke Hollandse vestingsteden met een rijke historie deel uitmaken: Naarden en Muiden. Daarnaast is het compact bebouwde Bussum aan drie zijden omgeven door groen: in het westen de meentlanden, aansluitend op het Naardermeer, in het zuiden de bos- en heidegebieden van de Franse Kamp, het Spanderswoud en de Bussumerheide, in het oosten de uitgestrekte (voormalige) landgoederen Crailo, De Beek en Oud Bussem. De meest opvallende landschappelijke karakteristiek van de gemeente wordt niettemin gevormd door haar langgerekte kustlijn: de aaneengesloten zuidoevers van het IJmeer en Gooimeer tussen Diemen en Huizen vallen onder haar grondgebied. Het Naardense deel daarvan ten oosten van het Naarderbos vormt een beschermd Natura 2000-gebied: Gooimeer Zuidoever. Gedeeltelijk parallel aan de oude kustlijn loopt de snelweg A1, waarvan het Gooise deel (tussen Diemen en Crailo) voor het grootste deel (twee derde) door de gemeente loopt.

### Grenscorrectie
Op 1 januari 2023 heeft er een kleine grenscorrectie plaatsgevonden tussen de gemeente Gooise Meren en de gemeente Hilversum, waarbij er een grondruil van circa 35 ha plaatsvond.

## Beschermde stads- en dorpsgezichten
De gemeente Gooise Meren heeft een aantal beschermde dorpsgezichten en stadsgezichten.
- Het Spiegel
- Brediuskwartier
- Gezicht Naarden
- Gezicht Muiden

## Monumenten en kunst
- Lijst van rijksmonumenten in Gooise Meren
- Lijst van gemeentelijke monumenten in Gooise Meren
- Lijst van oorlogsmonumenten in Gooise Meren

### Kunst in de openbare ruimte
In de gemeente Gooise Meren zijn diverse beelden, sculpturen en objecten geplaatst in de openbare ruimte, zie:
- Lijst van beelden in Gooise Meren

## Fotogalerij

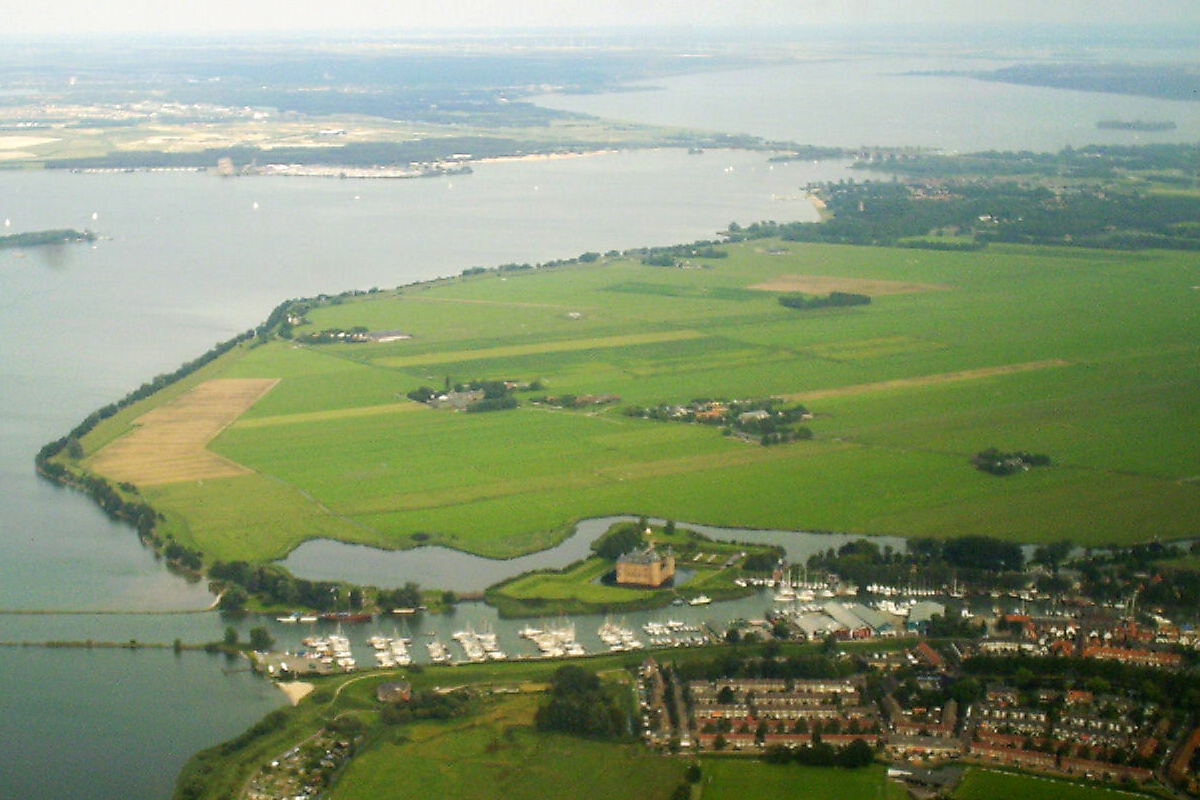
Op de voorgrond aan het IJmeer: Muiden met de Jachthaven Stichting Muiden, de thuishaven van de Koninklijke, en het Muiderslot. Links boven het midden het eilandje Hooft. Op de achtergrond: links de Flevopolder, rechts Muiderberg voor de Hollandse Brug, en het Gooimeer met het eilandje De Schelp (2007)
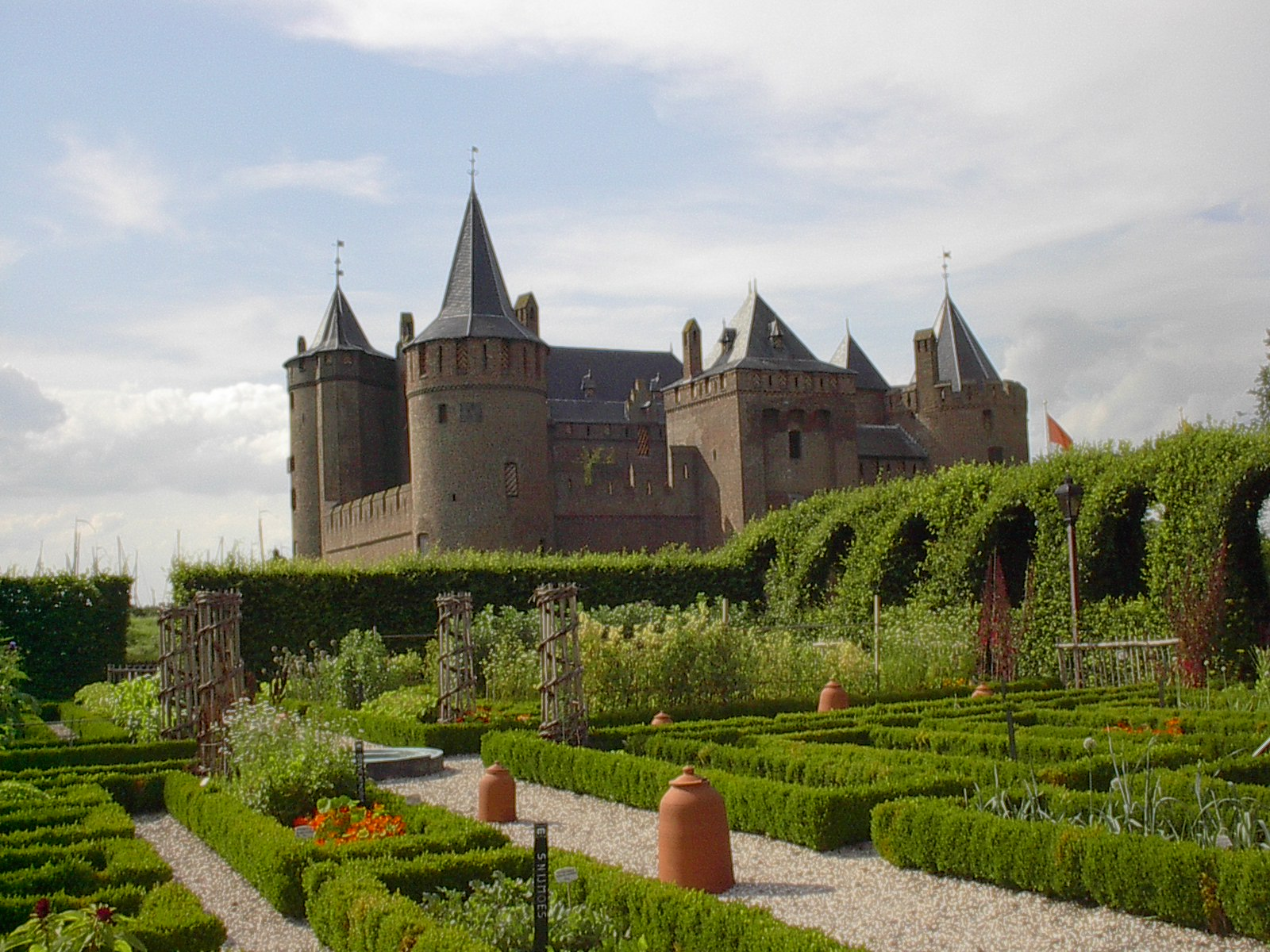
Het Muiderslot met moestuin (2007). Het kasteel werd gebouwd aan de monding van de Vecht in de Zuiderzee, op de plaats waar nu het IJmeer is, een randmeer van het IJsselmeer. Direct bij het kasteel ligt Muiden met zijn haven.
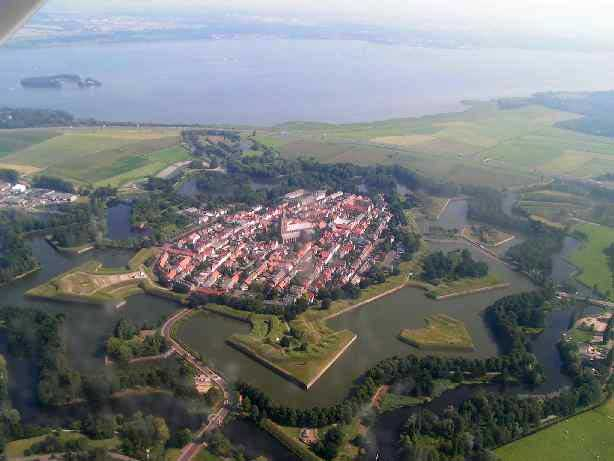
De stervormige vesting Naarden vanuit de lucht. Op de achtergrond het Gooimeer met links het eilandje De Schelp (2006). De vesting met omliggend gebied is sinds 1985 een beschermd stadsgezicht.
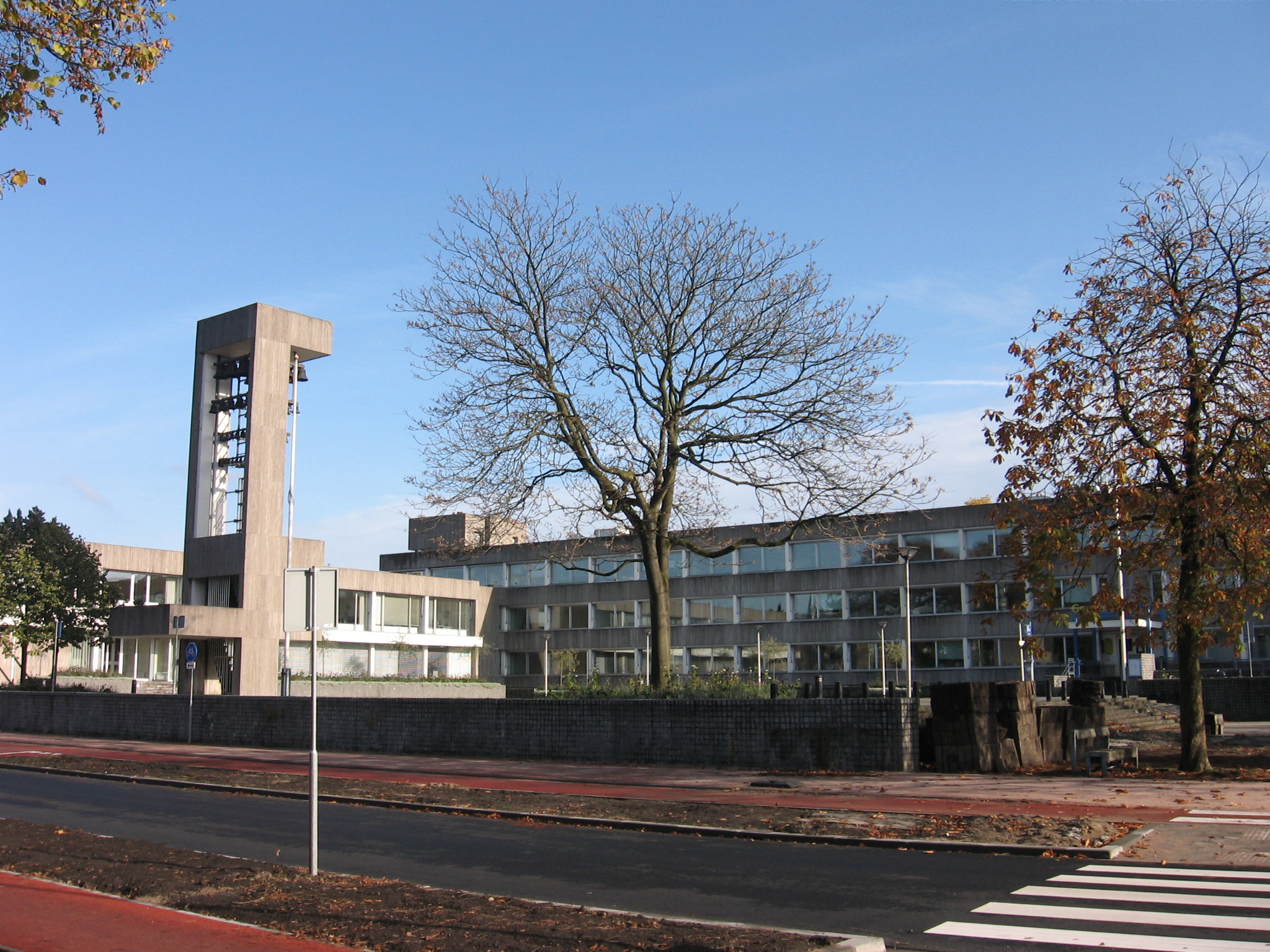
Het Gemeentehuis van Gooise Meren, in functionele stijl gebouwd tussen 1958 en 1974 (2008). Op deze plaats lag voor de oorlog de haven van Bussum.
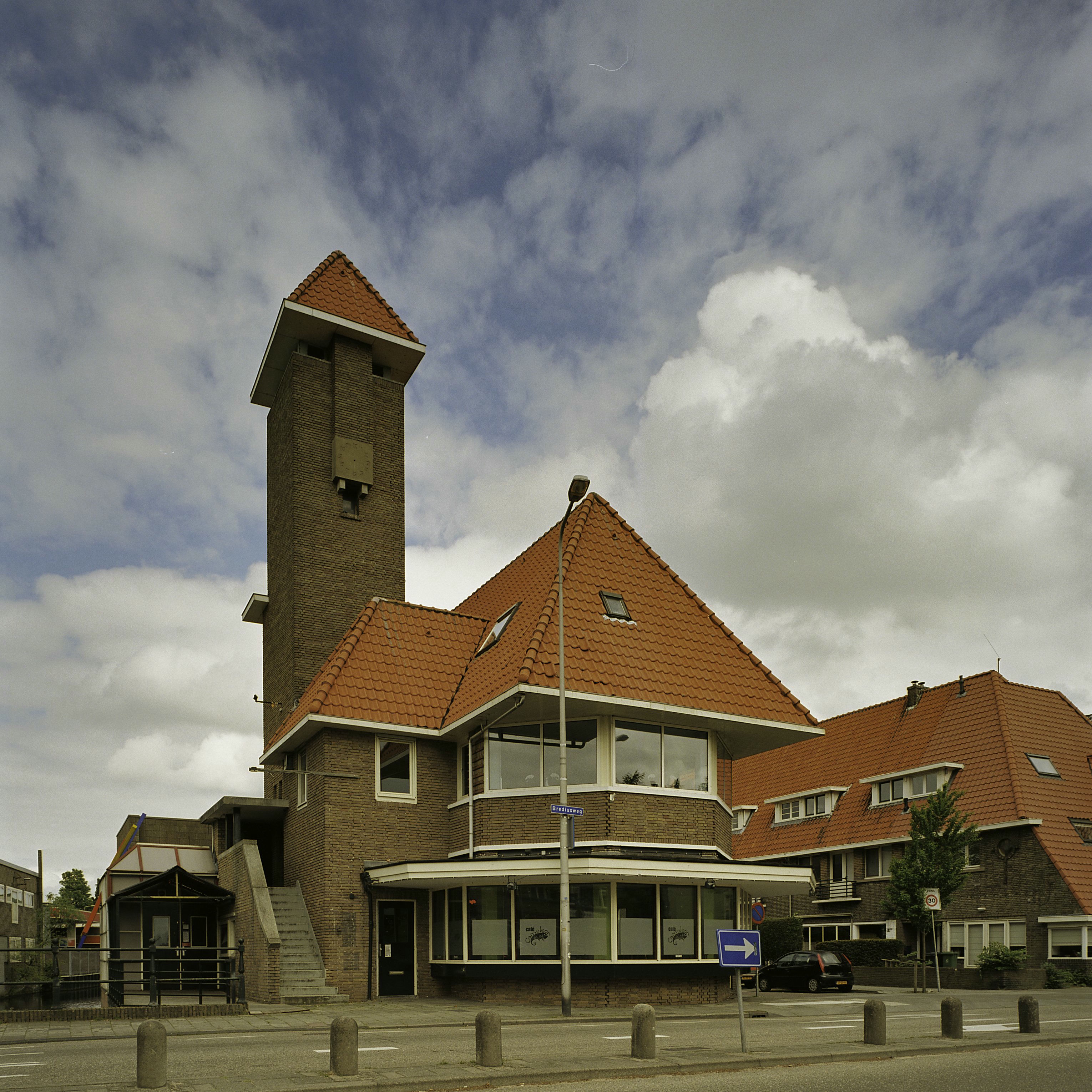
Bussum: voormalig havenkantoor met hoge toren en bordes, gebouwd in 1928 in zakelijk-expressionistische stijl (2005). De haven is in de jaren 1940-1942 gedempt, maar werd in 2004-2007 in een decoratieve versie gedeeltelijk hersteld.
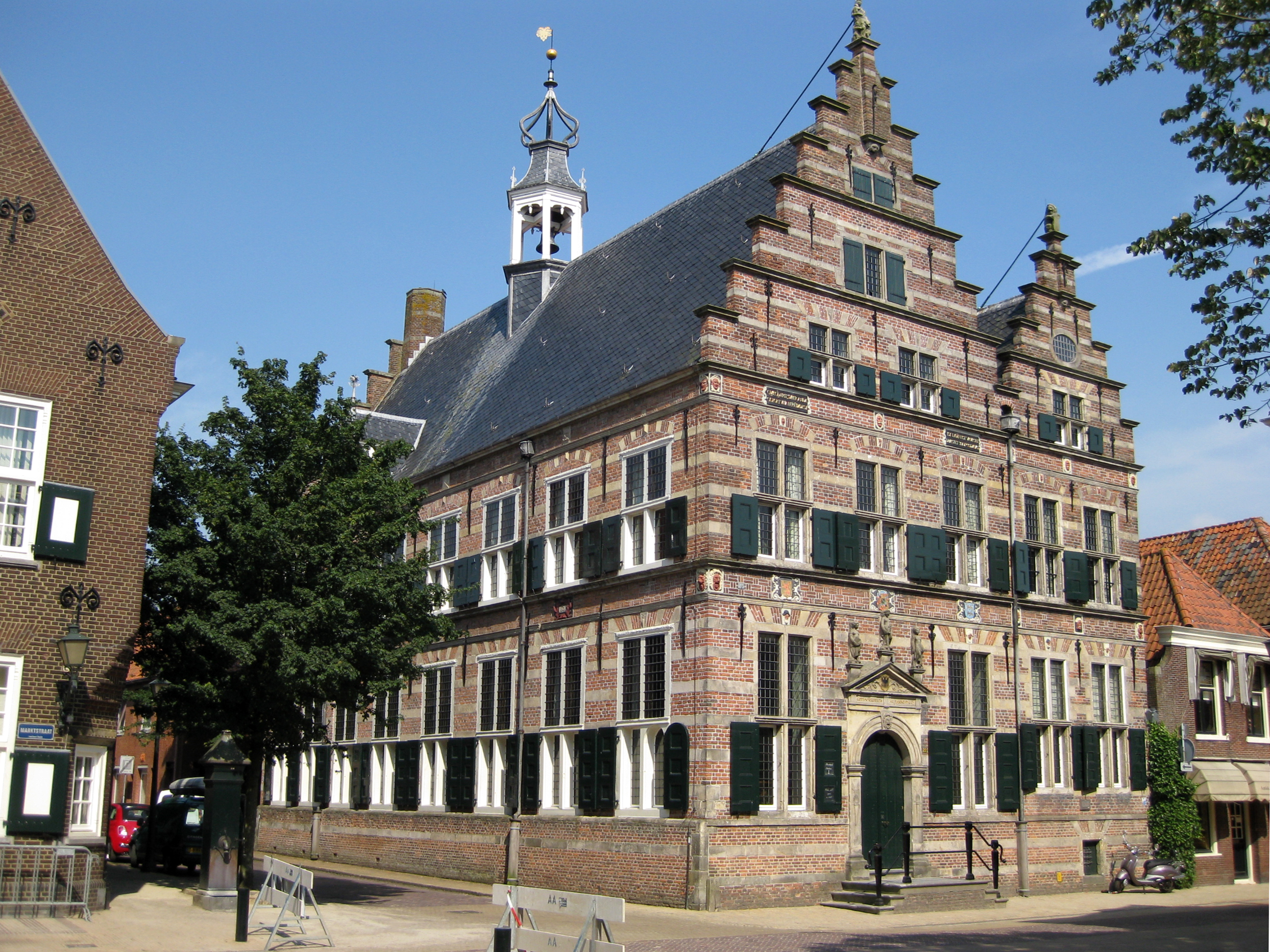
Het monumentale stadhuis van Naarden (2010)